# 3-idrossiacil-CoA (a lunga catena) deidrogenasi
La 3-idrossiacil-CoA (a lunga catena) deidrogenasi è un enzima appartenente alla classe delle ossidoreduttasi, che catalizza la seguente reazione:
(S)-3-idrossiacil-CoA + NAD+ ⇄ 3-ossoacil-CoA + NADH + H+
L'enzima agisce molto più rapidamente con i derivati che hanno una catena lunga 8 o 10 C.